# Aulacoserica moseri
Aulacoserica moseri är en skalbaggsart som beskrevs av Frey 1968. Aulacoserica moseri ingår i släktet Aulacoserica och familjen Melolonthidae. Inga underarter finns listade.